# Eugene O'Neill
Eugene Gladstone O'Neill (født 16. oktober 1888, død 27. november 1953) var en amerikansk dramatiker, der modtog Nobelprisen i litteratur i 1936. O'Neill var en af pionererne i at indarbejde realismen i amerikansk dramatik, hvilket han blev inspireret til af Anton Tjekhov, August Strindberg og Henrik Ibsen. Således var han en af de første amerikanere, der brugte dagligtale i sine stykker. De fleste af hans stykker er pessimistiske eller egentlig tragiske, idet figurerne er utilpassede i samfundet, men stadig søger at bevare håb og stræben, hvilket dog ultimativt mislykkes. Hans mest kendte stykke er nok Lang dags rejse mod nat (Long Day's Journey Into Night).

## Familieforhold
Eugene O'Neills datter Oona O'Neill giftede sig i 1943, 18 år gammel, med den 36 år ældre filmkomiker Charlie Chaplin. O'Neill blev rasende og slog hånden af sin datter. De forsonedes ikke siden.